# Raphanobrassica
Raphanobrassica és una planta resultant del creuament entre el rave (Raphanus sativus) i la col (Brassica oleracea). El nom prové de la conjunció de les paraules llatines per a designar els gèneres respectius de rave i col.

## Origen
La primera raphanobrassica va ser obtinguda pel biòleg soviètic Georgi Karpechenko, que esperava aconseguir una planta que combinés les propietats de l'arrel del rave amb les fulles de la col. Georgi Karpechenko buscava que la planta resultant servís per a alimentar els treballadors de Rússia.
Desgraciadament per a la gastronomia, tots els híbrids resultants del creuament tenen fulles de rave i arrels de col, precisament les dues parts no comestibles dels seus progenitors. Per als biòlegs, en canvi, la raphanobrassica és una planta summament interessant, ja que tot i la seva naturalesa híbrida no és estèril. Això va portar alguns botànics a proposar que la hibridació casual d'una flor per pol·len d'una altra espècie en la naturalesa podria ser un mecanisme d'especiació comú en els vegetals superiors. En l'actualitat es creu que gran part de les angiospermes té algun híbrid entre els seus avantpassats, essent això pràcticament la norma en el cas de les orquídies.

## Mecanisme genòmic: poliploïdia
La Raphanobrassica és una espècie poliploide. El rave i la col tenen una dotació cromosòmica 2n=18 (tenen 9 parells de cromosomes. Un primer híbrid del rave i la col té 9 cromosomes del rave i 9 de la col. Tot i així, com que són molt diferents, no hi ha reconeixement mutu durant la meiosi. Per aquest motiu l'híbrid produeix gàmetes amb nombres anormals de cromosomes: això causa l'esterilitat de l'híbrid. Ara bé, existeix una certa probabilitat que es produeixin gàmetes amb tota la dotació genètica: 9 cromosomes del rave i 9 de la col. Si dos d'aquests s'uneixen, el resultat és 2n+2n=36; aquesta és la dotació de Raphanobrassica. Com que en aquest cas els cromosomes es poden aparellar en la meiosi, la Raphanobrassica és fèrtil.